# Kate McNeil
Kate McNeil (* 17. August 1959 in Philadelphia, Pennsylvania) ist eine US-amerikanische Schauspielerin.

## Leben
McNeil hatte 1981 ihren ersten Fernsehauftritt in der Seifenoper Jung und Leidenschaftlich – Wie das Leben so spielt. 1982 spielte sie unter dem Namen Kathy McNeil in der Low-Budget-Komödie Beach House. Im folgenden Jahr trat sie in dem Slasher-Film The House on Sorority Row unter dem Namen Kathryn McNeil auf. 1988 hatte sie eine Rolle in dem Horrorfilm Der Affe im Menschen inne, für den sie auf dem Sitges Festival Internacional de Cinema Fantàstic de Catalunya den Best Actress Award gewann. In den 1990er Jahren spielte sie die Janet Gilchrist in den drei Waltons-Filmen. Sie hatte einige weitere Filmauftritte, wie etwa in Sudden Death (1995), Escape Clause – Tödliche Rache (1996), Black Leather Club (1999), The Caveman’s Valentine (2001) und Until Morning (2002).
Fernsehserien, in denen sie eine größere Rolle spielte, sind die Miniserie  Fackeln im Sturm II (1986), Fernsehfieber (1990–1991) und Mord ohne Spuren (1992–1993). Sie hatte auch zahlreiche Gastauftritte in anderen Serien, unter anderem in Anything But Love (1989/1990), Mord ist ihr Hobby (1988/1993), Babylon 5 (1994), Love Boat – Auf zu neuen Ufern (1998–1999), Akte X – Die unheimlichen Fälle des FBI (2000), Emergency Room – Die Notaufnahme (2001), Star Trek: Enterprise (2005) und Big Love (2011).

## Filmografie (Auswahl)

### Filme
- 1982: Beach House
- 1983: The House on Sorority Row
- 1986: Vital Signs (Fernsehfilm)
- 1988: Der Affe im Menschen (Monkey Shines)
- 1993: A Walton Thanksgiving Reunion (Fernsehfilm)
- 1994: Geht’s hier nach Hollywood? (I’ll Do Anything)
- 1995: A Walton Wedding (Fernsehfilm)
- 1995: Sudden Death
- 1996: Escape Clause – Tödliche Rache (Escape Clause, Fernsehfilm)
- 1997: A Walton Easter (Fernsehfilm)
- 1997: Für einen Mann durch die Hölle (Sleeping with the Devil, Fernsehfilm)
- 1999: Ein halbes Dutzend Babys (Half a Dozen Babies, Fernsehfilm)
- 1999: Black Leather Club (Shadow Dancer)
- 2000: Space Cowboys
- 2000: Tod eines Offiziers (One Kill, Fernsehfilm)
- 2001: The Caveman’s Valentine
- 2001: Glitter – Der Glanz eines Stars (Glitter)
- 2002: Until Morning

### Fernsehserien
- 1981: Jung und Leidenschaftlich – Wie das Leben so spielt (As the World Turns)
- 1985: Kane & Abel (Miniserie)
- 1986:  Fackeln im Sturm II (North and South, Book II, Miniserie, sechs Folgen)
- 1987: Unglaubliche Geschichten (Amazing Stories, eine Folge)
- 1988: Simon & Simon (eine Folge)
- 1988/1993: Mord ist ihr Hobby (Murder, She Wrote, zwei Folgen)
- 1989/1990: Anything But Love (zwei Folgen)
- 1990: Der Nachtfalke (Midnight Caller, eine Folge)
- 1990–1991: Fernsehfieber (WIOU, 14 Folgen)
- 1992–1993: Mord ohne Spuren (Bodies of Evidence, 16 Folgen)
- 1993: Zurück in die Vergangenheit (Quantum Leap, eine Folge)
- 1994: Babylon 5 (eine Folge)
- 1996: Diagnose: Mord (Diagnosis Murder, eine Folge)
- 1997: Ein Wink des Himmels (Promised Land, eine Folge)
- 1998–1999: Love Boat – Auf zu neuen Ufern (Love Boat: The Next Wave, drei Folgen)
- 1999: Providence (eine Folge)
- 1999: Ally McBeal (eine Folge)
- 2000: Akte X – Die unheimlichen Fälle des FBI (The X Files, eine Folge)
- 2000: Nash Bridges (eine Folge)
- 2001: CSI: Den Tätern auf der Spur (CSI: Crime Scene Investigation, eine Folge)
- 2001: Emergency Room – Die Notaufnahme (ER, eine Folge)
- 2002: Ein Hauch von Himmel (Touched By An Angel, eine Folge)
- 2004: Navy CIS (NCIS, eine Folge)
- 2004: Without a Trace – Spurlos verschwunden (Without a Trace, eine Folge)
- 2005: Cold Case – Kein Opfer ist je vergessen (Cold Case, eine Folge)
- 2005: Star Trek: Enterprise (Enterprise, eine Folge)
- 2005: Veronica Mars (eine Folge)
- 2005: Bones – Die Knochenjägerin (Bones, eine Folge)
- 2008: The Mentalist (eine Folge)
- 2010: Law & Order: LA (Law & Order: Los Angeles, eine Folge)
- 2011: Big Love (zwei Folgen)
- 2012: Mad Men (eine Folge)
- 2012: Navy CIS: L.A. (NCIS: Los Angeles, eine Folge)

## Auszeichnungen
- 1988: Best Actress Award (Sitges Festival Internacional de Cinema Fantàstic de Catalunya) für Der Affe im Menschen[1]